# 2064 Thomsen
2064 Thomsen  eller 1942 RQ är en asteroid i huvudbältet som korsar Mars omloppsbana. Den upptäcktes den 8 september 1942 av den finska astronomen Liisi Oterma vid Storheikkilä observatorium. Den har fått sitt namn efter astronomen Ivan Leslie Thomsen.
Asteroiden har en diameter på ungefär 13 kilometer.